# Ares I

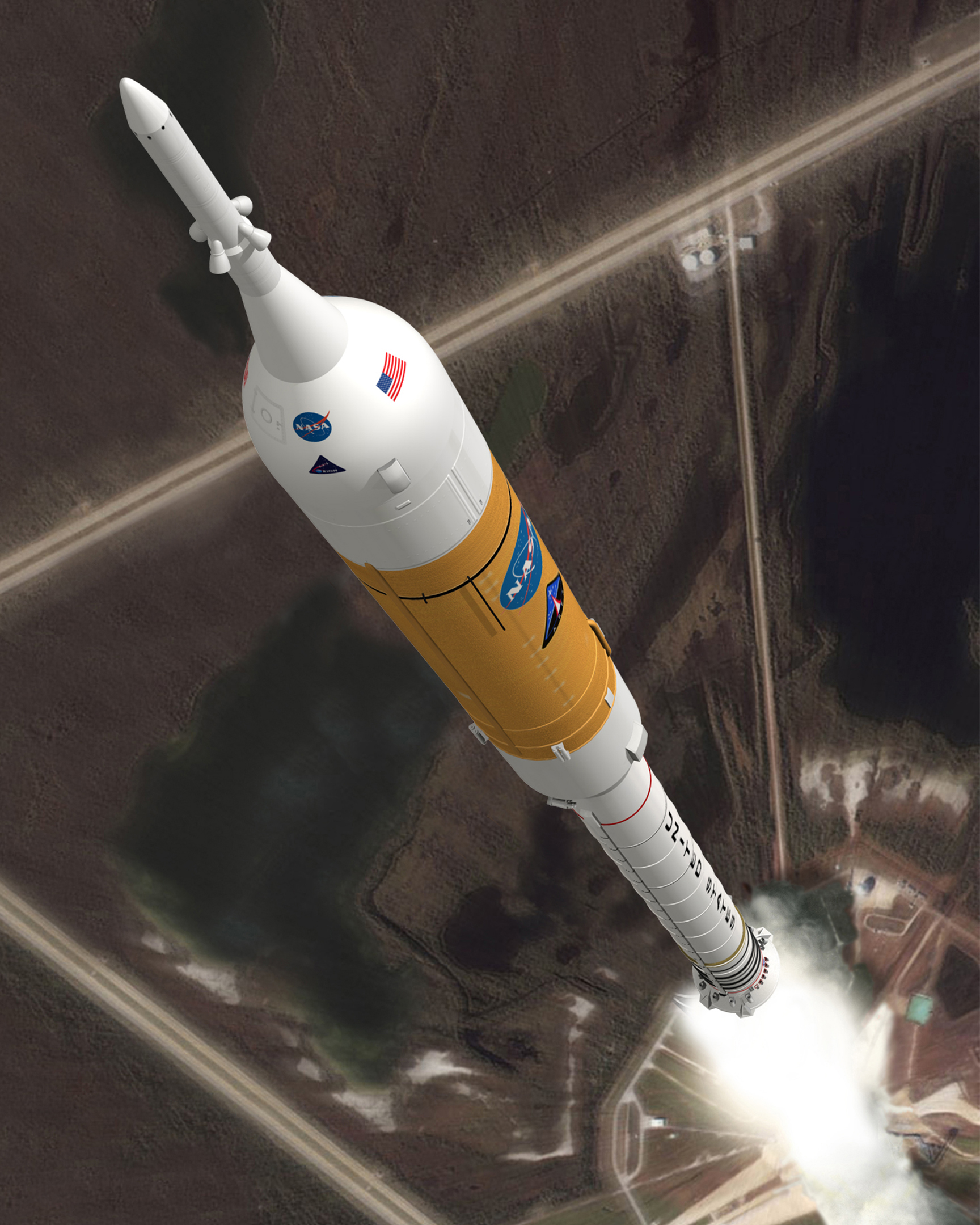
Artist impression van de lancering van een Ares I. Boven op het voertuig is de ontsnappingsraket te zien.

De Ares I was een draagraket die door de Amerikaanse ruimtevaartorganisatie NASA werd ontwikkeld in het kader van het afgeblazen Project Constellation, om na 2010 (wanneer de Spaceshuttle buiten gebruik zou worden gesteld) bemande ruimtevluchten uit te voeren. De raket droeg de naam van de Griekse oorlogsgod.

## Constructie
De Ares I moest een tweetrapsraket zijn. De onderste trap was een vastebrandstofraket gebaseerd op de booster-raketten van de spaceshuttle. De tweede trap die nooit gebouwd werd gebruikte vloeibare brandstof, in dit geval vloeibare waterstof en vloeibare zuurstof. De raketmotor in de tweede trap was de J-2X van Pratt & Whitney Rocketdyne, een nieuw ontwerp gebaseerd op de J-2-motor van de Saturnus V-raket. De tweede trap zelf zou door Boeing worden gebouwd.
De raket zou een totale hoogte van 94 meter hebben en een doorsnede van 5,5 meter, en zou gelanceerd worden vanaf het Kennedy Space Center in Florida.

## Nuttige lading
De nuttige lading van de Ares I zou bestaan uit het ruimtevaartuig Orion, waarmee vier astronauten tot in een baan om de Aarde kunnen worden gebracht, bijvoorbeeld om deze naar het internationale ruimtestation ISS te brengen. Het was de bedoeling om in 2019 een missie naar de Maan uit te voeren. Daarbij zouden vier astronauten in een baan om de Aarde worden gebracht. Daar moest de Orion vervolgens worden gekoppeld met de door de veel grotere en nooit gebouwde Ares V omhoog gebrachte overige delen van het vaartuig dat hen naar de Maan moest brengen.
De maximale nuttige lading van de Ares I bedroeg ongeveer 24,5 ton voor een lage omloopbaan met een inclinatie van 28,5° (de baan van de ruimtetelescoop Hubble) en 22,9 ton voor een inclinatie van 51,6° (baan van het ISS).

## Problemen
In 2008 kwamen verscheidene mogelijke problemen met het ontwerp aan het licht. In januari 2008 werd bekend dat er een mogelijk probleem is met sterke trillingen van de eerste trap in de eerste fase van de lancering. In augustus van dat jaar presenteerde NASA een mogelijke oplossing voor het probleem. In november 2008 bleek uit computersimulaties dat de Ares I bij de lancering mogelijk al bij een zijwind van 20 km/h tegen de lanceertoren gedrukt kan worden, terwijl de ontwerpspecificaties vereisen dat tot 63 km/h veilig gelanceerd kan worden. Volgens Steve Cook, hoofd van het Ares-I-programma, zou de Ares I tijdens de lancering gebruik gaan maken van stuurraketten om dit probleem te corrigeren.
Ook waren er zorgen om de veiligheid van de Orion-capsule in combinatie met de Ares I. Hoewel de Orion met een ontsnappingsmotor is uitgerust zouden de overlevingskansen bij een ongeluk tussen 30 en 60 seconden na de lancering klein zijn geweest. De hitte van brandende vaste brandstof die uit de exploderende booster valt zou de landingsparachutes van de Orion doen smelten.

## Annulering
Lanceerplatform 39b was al volledig aangepast voor Ares I. Er is een testvlucht in 2009 geweest met de zogenaamde Ares I-X die bestond uit een werkende booster-trap en een qua gewicht en vorm kloppende mock-up van de tweede trap. In 2010 werd de verdere ontwikkeling van de Ares I samen met het grootste deel van het Constellationprogramma wegens te hoge kosten geannuleerd.

## Afgeleide ontwerpen: Liberty en OmegA
Na annulering van de Ares I werd twee maal geprobeerd een afgeleide raketontwerp te realiseren. In 2011 kwam Alliant Techsystems (va. 2015 Orbital ATK en sinds 2018 Northrop Grumman) met een concept voor een nieuwe commerciële raket genaamd Liberty die veel overeenkomsten met de Ares I vertoonde. De Liberty zou de eerste trap van de Ares I (die al door ATK was ontwikkeld) gebruiken en de tweede trap zou van de eerste trap van de Ariane 5 (de Vulcain-trap) worden afgeleid. Voordeel van de Liberty, die de afmetingen als de Ares I zou krijgen, was dat veel van de grondsystemen al beschikbaar waren doordat NASA deze had gebouwd voor de Ares I. Deze raket werd voorgesteld in de ontwikkelingsaanbesteding van NASA voor de tweede fase van het Commercial Crew development programma. Maar NASA selecteerde de Liberty niet.
De plannen zijn in 2013 op een laag pitje gezet maar ATK gaf aan zelfstandig verder te gaan met de ontwikkeling. 

Na een lange (media)stilte omtrent de Liberty bleek Orbital ATK in 2016 toch weer het plan voor de deze raket te hebben opgepakt. Zo maakte NASA bekend met Orbital ATK in onderhandeling te zijn over het verhuren van een high bay van het VAB op het Kennedy Space Center. De raket zou nu voor militaire satellietlanceringen ontwikkeld worden. De naam Liberty is komen te vervallen en werd eerst vervangen door de werknaam Next Generation Launcher en uiteindelijk OmegA. Details over het huidige ontwerp zijn inmiddels grotendeels bekend. De eerste trap is nu in tweeën gesplitst. Het was dus een drietrapsraket geworden en de bovenste trap gebruikt een tweetal RL-10C-raketmotoren. Deze raket moest vooral in het National Security Space Launch-programma gaan functioneren en in twee formaten worden gebouwd. In 2022 had de intermediate uitvoering moeten debuteren. In augustus 2020 werden echter twee concurrenten geselecteerd voor dat programma en zag Northrop Grumman (dat in tussentijd Orbital ATK had overgenomen) geen mogelijkheden om de raket winstgevend te maken. Hierop werd ook de OmegA, die al in een ver gevorderd stadium verkeerde, geannuleerd.